# BMW 2-serie
BMW 2-serie är en serie personbilar, tillverkade av den tyska biltillverkaren BMW sedan 2013. 

## F22/F23/F87 (2013-21)
Se vidare under huvudartikeln BMW F22.

## F44 (2020- )
Se vidare under huvudartikeln BMW F44.

## G42/G87 (2021- )
Se vidare under huvudartikeln BMW G42.

## Bilder

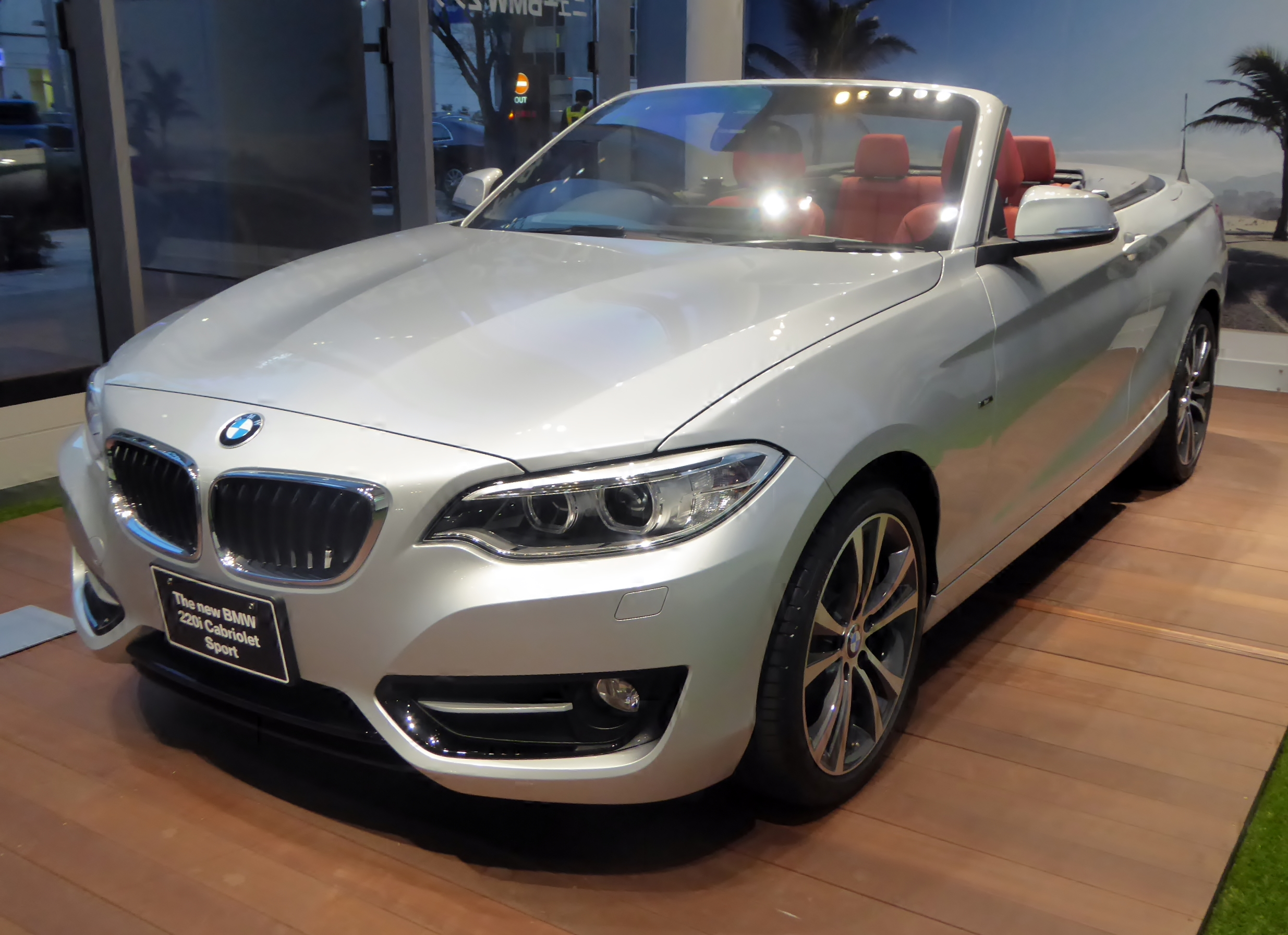
BMW F23.
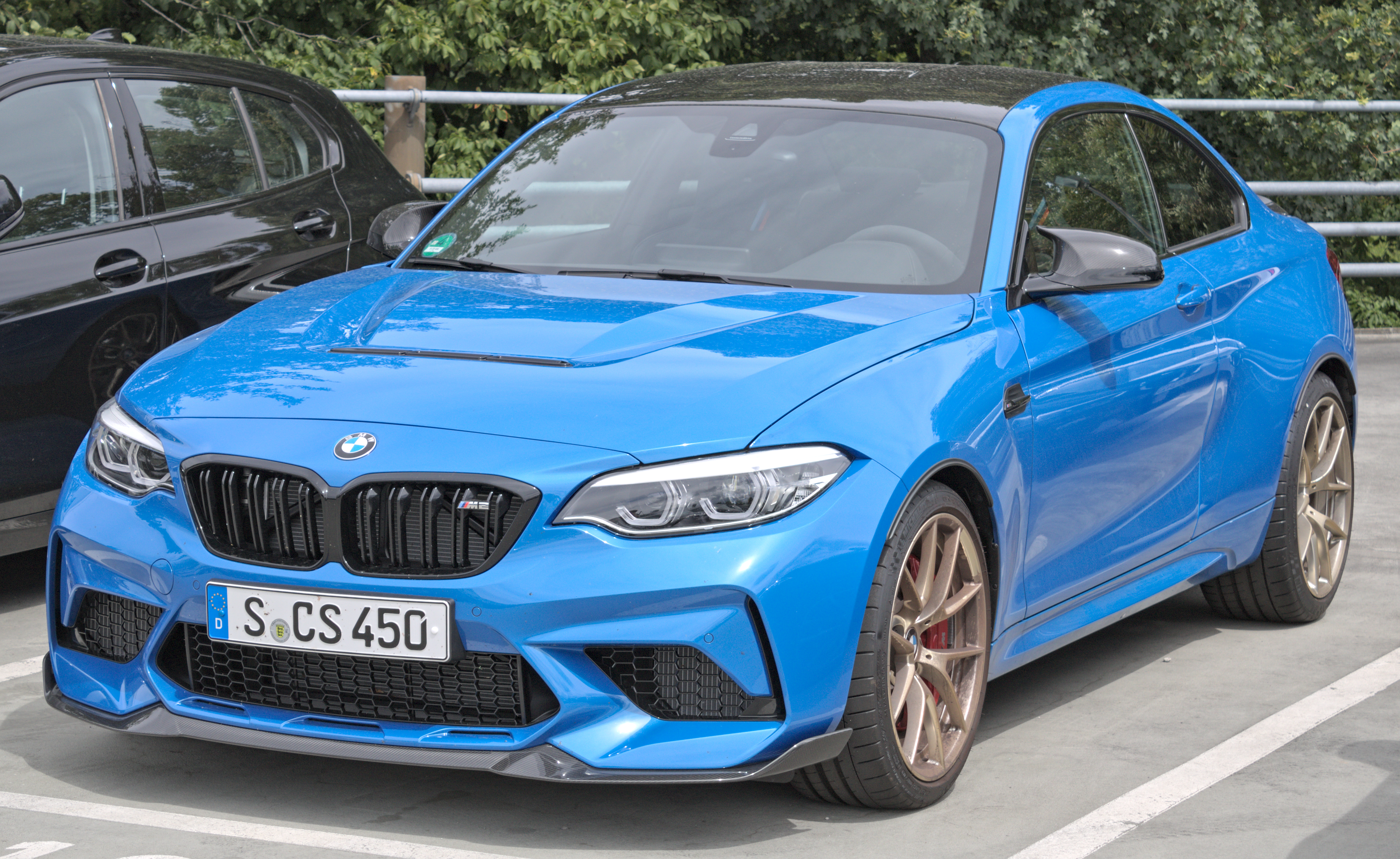
BMW F87.
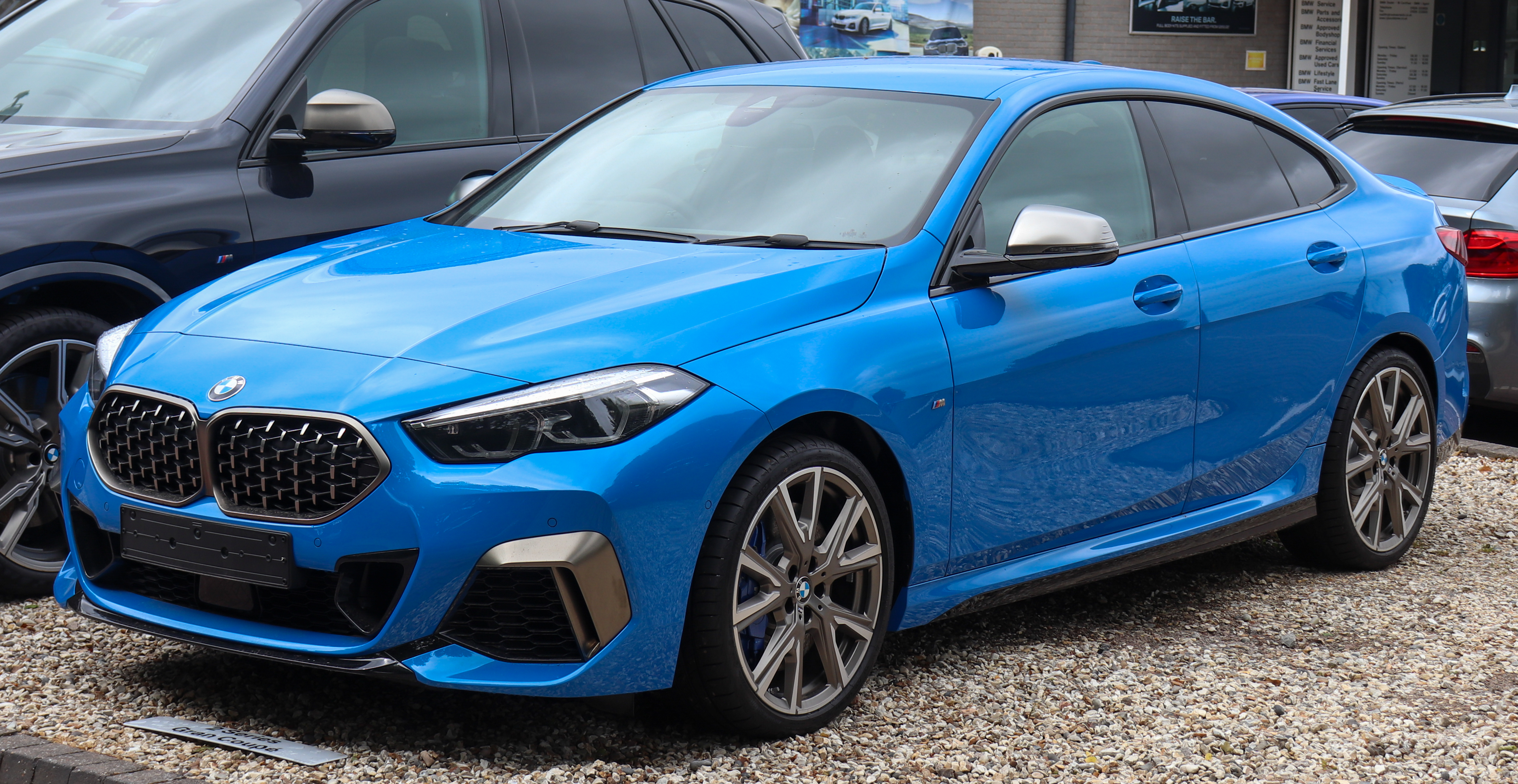
BMW F44.
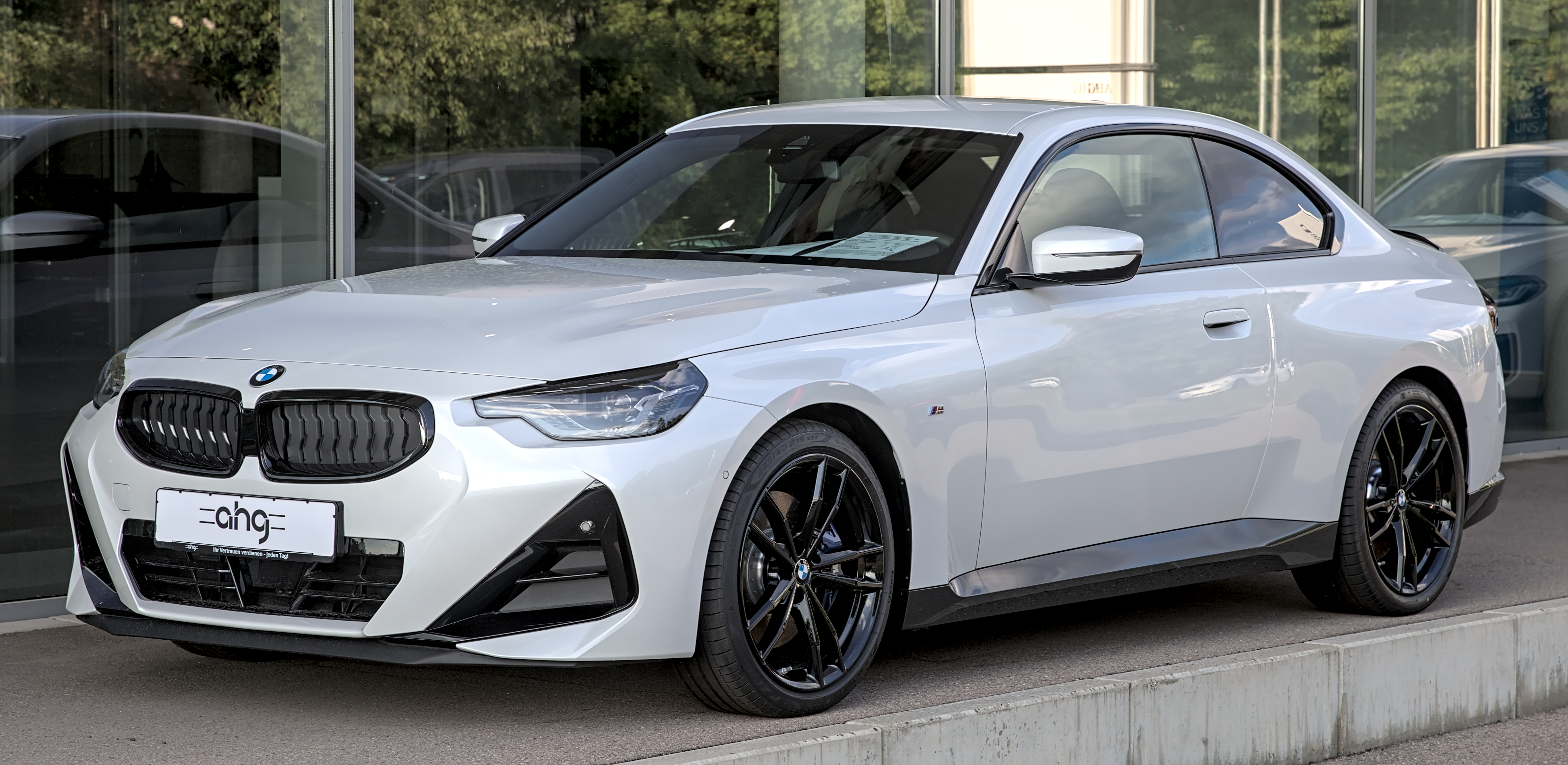
BMW G42.
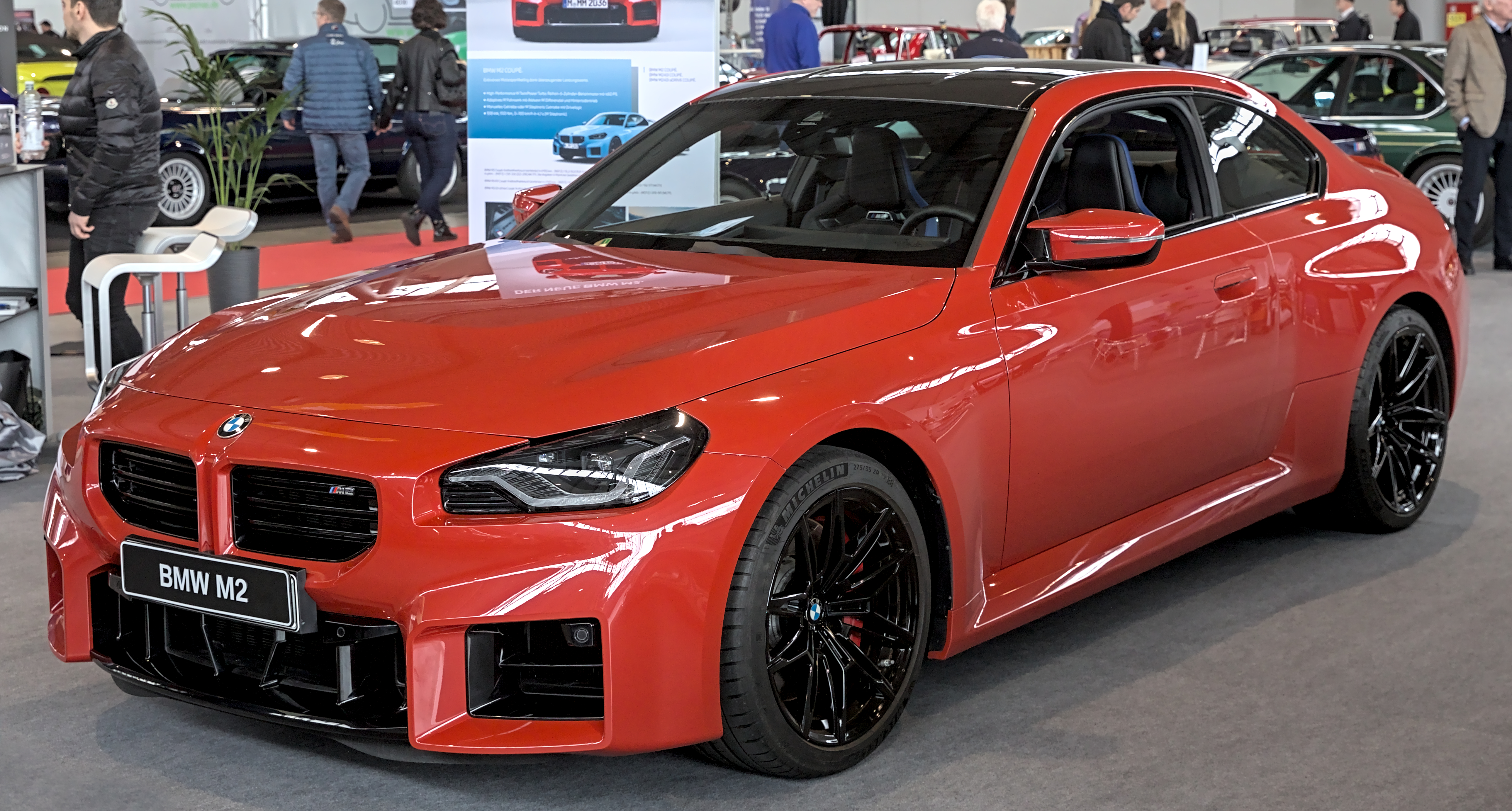
BMW G87.